# Ironman Hawaï 2016
De Ironman Hawaï 2016 was een triatlon die op zaterdag 8 oktober 2016 werd gehouden. Het was de 40e editie van de Ironman Hawaï. Deze wedstrijd deed dienst als wereldkampioenschap voor de triatlon over de Ironman-afstand (3,86 km zwemmen - 180,2 km fietsen - 42,195 km hardlopen). De start vond plaats op het eiland Hawaï in Kailua-Kona.
De wedstrijd bij de mannen werd gewonnen door de Duitser Jan Frodeno voor het tweede jaar op rij. Bij de vrouwen won de Zwitserse Daniela Ryf. 

## Uitslagen

### Mannen
| Rang   | Naam                | Land             | Totaaltijd | Zwemmen | Fietsen | Lopen   |
| ------ | ------------------- | ---------------- | ---------- | ------- | ------- | ------- |
| Goud   | Jan Frodeno         | Duitsland        | 8:06.30    | 48.02   | 4:29.00 | 2:45.34 |
| Zilver | Sebastian Kienle    | Duitsland        | 8:10.02    | 52.27   | 4:23.55 | 2:49.03 |
| Brons  | Patrick Lange       | Duitsland        | 8:11.14    | 48.57   | 4:37.49 | 2:39.45 |
| 4      | Ben Hoffman         | Verenigde Staten | 8:13.00    | 48.55   | 4:28.06 | 2:51.45 |
| 5      | Andi Boecherer      | Duitsland        | 8:13.25    | 48.10   | 4:28.07 | 2:52.05 |
| 6      | Tim O'Donnell       | Verenigde Staten | 8:16.20    | 48.12   | 4:29.10 | 2:55.10 |
| 7      | Boris Stein         | Duitsland        | 8:16.56    | 54.10   | 4:23.04 | 2:55.19 |
| 8      | Bart Aernouts       | België           | 8:20.30    | 53.58   | 4:32.37 | 2:54.17 |
| 9      | Iván Raña           | Spanje           | 8:21.51    | 48.52   | 4:38.13 | 2:50.17 |
| 10     | Frederik Van Lierde | België           | 8:21.59    | 48.49   | 4:35.33 | 2:53.21 |

### Vrouwen
| Rang   | Naam              | Land                | Totaaltijd | Zwemmen | Fietsen | Lopen   |
| ------ | ----------------- | ------------------- | ---------- | ------- | ------- | ------- |
| Goud   | Daniela Ryf       | Zwitserland         | 8:46.46    | 52.50   | 4:52.26 | 2:56.51 |
| Zilver | Mirinda Carfrae   | Australië           | 9:10.30    | 56.44   | 5:10.54 | 2:58.20 |
| Brons  | Heather Jackson   | Verenigde Staten    | 9:11.32    | 58.56   | 5:00.31 | 3:07.48 |
| 4      | Anja Beranek      | Duitsland           | 9:14.26    | 52.51   | 5:00.42 | 3:16.35 |
| 5      | Kaisa Lehtonen    | Finland             | 9:15.40    | 58.55   | 5:08.54 | 3:03.16 |
| 6      | Michelle Vesterby | Denemarken          | 9:19.05    | 52.53   | 5:09.05 | 3:12.27 |
| 7      | Sarah Piampiano   | Verenigde Staten    | 9:22.31    | 1:02.42 | 5:07.29 | 3:07.04 |
| 8      | Asa Lundstrom     | Zweden              | 9:22.59    | 1:02.04 | 5:09.46 | 3:06.42 |
| 9      | Lucy Gossage      | Verenigd Koninkrijk | 9:25.57    | 1:01.57 | 5:06.01 | 3:12.15 |
| 10     | Carrie Lester     | Australië           | 9:28.17    | 56.40   | 5:10.50 | 3:15.55 |

1978 · 
1979 · 
1980 · 
1981 · 
1982 (feb.) · 
1982 (okt.) · 
1983 · 
1984 · 
1985 · 
1986 · 
1987 · 
1988 · 
1989 · 
1990 · 
1991 · 
1992 · 
1993 · 
1994 · 
1995 · 
1996 · 
1997 · 
1998 · 
1999 · 
2000 · 
2001 · 
2002 · 
2003 · 
2004 · 
2005 · 
2006 · 
2007 · 
2008 · 
2009 · 
2010 · 
2011 · 
2012 · 
2013 · 
2014 · 
2015 · 
2016 · 
2017 · 
2018 · 
2019